# 50 франків (Кантен де Латур)
50 франків Кантен де Латур — французька банкнота, ескіз якої розроблений 15 червня 1976 року і випускалася Банком Франції з 4 квітня 1977 року до заміни на банкноту 50 франків Сент-Екзюпері.

## Історія

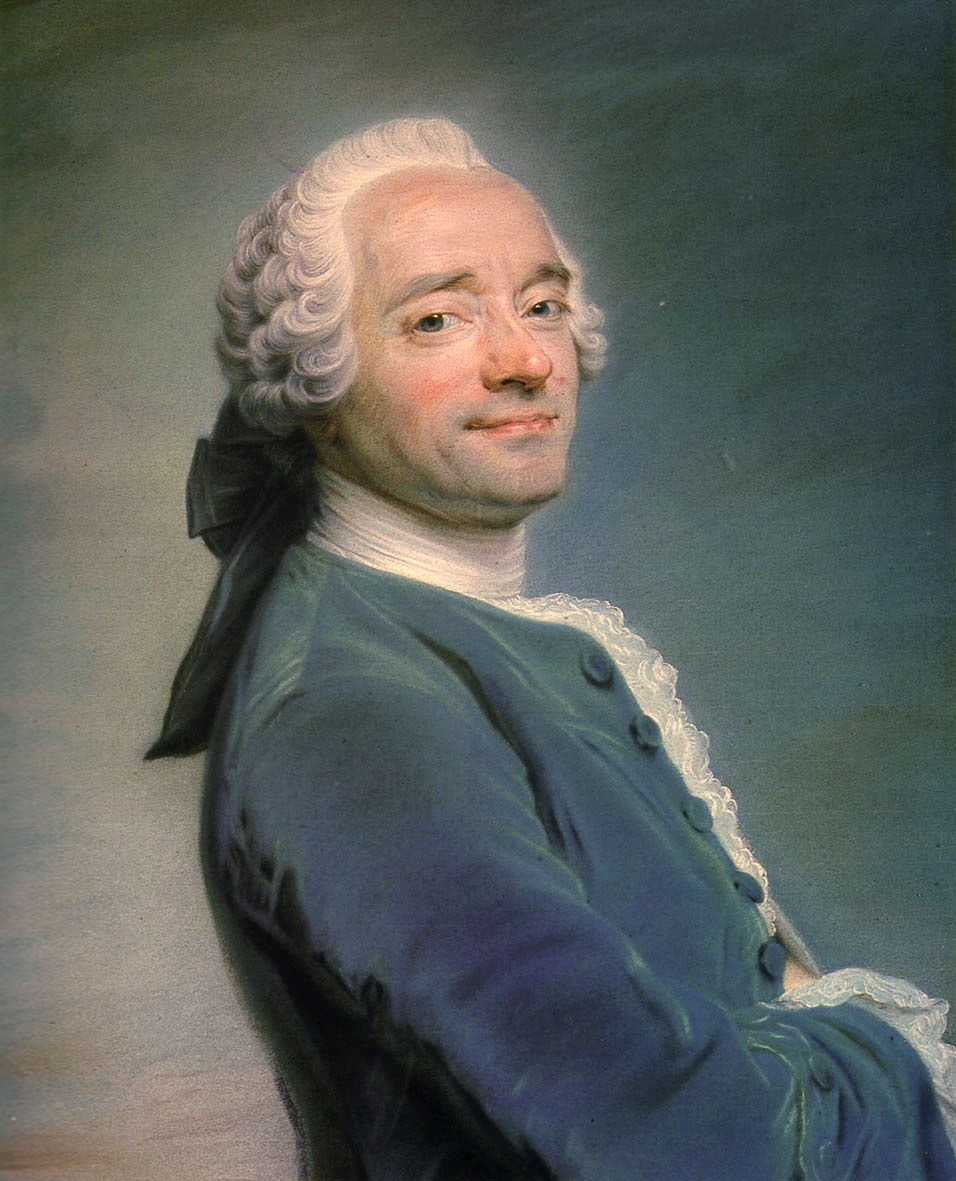
Моріс Кантен де Латур — знаменитий французький художник XVIII століття

Банкнота належить до нової серії «Відомі художники і композитори», до якої увійшли банкноти з портретами Берліоза, Дебюссі, Делакруа, Монтеск'є і Паскаля. Банкноти цієї серії друкувалися з 1976 по 1992 рік. 30 листопада 2005 року банкнота була позбавлена статусу законного платіжного засобу у зв'язку з переходом на євро.

## Опис
Авторами банкноти стали Бернар Таріль, Люсьєн Фонтанароза (помер у 1975 році), гравери Анрі Рено і Жак Комбет. На банкноті зображений портрет Моріса Квентіна де Ла Тура, що знаходиться в Musée Antoine - Lécuyer. Домінуючі кольори синьо-сірий і бістр. 
Аверс: портрет Квентіна де Ла Тура на тлі головного фасаду палацу Версаль. 
Реверс: справа, той же портрет художника на тлі ратуші Де Сент-Квентін, в його рідному місті. 
Водяний знак розташовано на іншому краї банкноти осторонь від портрета художника. Розміри банкноти 150 мм х 80 мм.

## Джерело
- Перелік французьких банкнот [Архівовано 14 квітня 2012 у Wayback Machine.]
- Сайт нумізматики та боністики Франції